# Sherlock Holmes - Il mistero del crocifero di sangue
Sherlock Holmes - Il mistero del crocifero di sangue (The Crucifer of Blood) è un film per la televisione del 1991 diretto da Fraser Clarke Heston, basato sul romanzo Il segno dei quattro di Arthur Conan Doyle.